# Prometeo. Tragedia dell'ascolto
Prometeo. Tragedia dell'ascolto (Prométhée. Une tragédie de l'ouïe en italien) est une composition pour voix solistes, instruments solistes, chœur mixte, quatre groupes instrumentaux et musique électronique en direct du compositeur italien Luigi Nono sur un livret de Massimo Cacciari, écrite en 1981-1985.

## Historique
Au lendemain de la création d'Al gran sole carico d'amore en 1975, Luigi Nono se met à penser à un nouveau type de théâtre, éloigné de la mise en scène traditionnelle en usage à l'opéra. Il souhaite se fonder sur la tragédie antique Prométhée enchaîné d'Eschyle en mettant en place des îlots sonores placés à l'intérieur d'un lieu vaste, qui s'approchent et s'éloignent les uns des autres. L'idée de son en mouvement dans l'espace devient réalisable en recourant à la musique électronique en direct, que le compositeur commence à expérimenter à partir de 1980, à l'Experimentalstudio der Heinrich Strobel-Stiftung des Südwestfunks à Fribourg-en-Brisgau. Le texte de Prométhée enchaîné est monté par le philosophe Massimo Cacciari, avec des fragments en italien, en grec ancien et en allemand, tirés des classiques grecs ou d'auteurs modernes comme Johann Wolfgang von Goethe ou Walter Benjamin. L'aspect fragmentaire est fondamentale dans la conception de l'œuvre, même du point de vue musical. 
L'œuvre est créée à l'église San Lorenzo de Venise le 25 septembre 1984, par l'Orchestre de chambre d'Europe, un chœur de l'université de musique de Fribourg et les solites Ingrid Ade, Monika Bair-Ivenz, Bernadette Manca di Nissa, Susanne Otto, et Mario Bolognesi, et pour récitants Ornella Marini et Heiner Müller, sous la direction de Claudio Abbado assisté de Roberto Cecconi. Pour l'occasion, l'architecte Renzo Piano réalise une sorte d'arche en bois précieux à trois niveaux sur lesquels se tiennent les musiciens, et qui entoure les auditeurs assis à sa base. 
Une deuxième création a lieu à La Scala de Milan le 25 septembre 1985, par une grande partie des mêmes musiciens, sauf l'orchestre de chambre d'Europe remplacé par Sinfonia Varsovia, sous la direction de Claudio Abbado et Peter Hirsch. La partition a été profondément remaniée par le compositeur, qui a opéré plusieurs coupes et réécrit plusieurs parties. C'est cette version définitive qui est ensuite jouée en Europe et au Japon. L'arche de Renzo Piano n'a plus été réutilisée et reste entreposée à La Scala. 
Claudio Abbado en a tiré une suite d'à peu près une demi-heure.

## Effectif
- 5 voix solistes (2 sopranos, 2 contraltos, 1 ténor)
- 2 récitants
- groupe de vents (flûte contrebasse et basse, flûte, piccolo, clarinette contrebasse en si bémol, clarinette en si bémol, clarinette piccolo en mi bémol, tuba, trombone ténor-basse, trombone contralto, euphonium)
- groupe de cordes (alto, violoncelle, contrebasse)
- 7 verres (2 musiciens)
- chœur mixte (3 sopranos, 3 contraltos, 3 ténors et 3 basses)
- 4 groupes instrumentaux (chacun composé d'une flûte - même piccolo -, 1 clarinette, 1 basson, 1 cor, 1 trompette, 1 trombone, 4 violons, 1 alto, 1 violoncelle, 1 contrebasse)
- 2 chefs d'orchestre

Les sons des instruments sont modifiés électroniquement.

## Mouvements
1. Prologo
2. Isola Prima
3. Isola Seconda
4. Interludio Primo
5. Tre Voci (a)
6. Isola Terza – Quarta – Quinta
7. Tre Voci (b)
8. Interludio Secondo
9. Stasimo Secondo

Son exécution demande à peu près cent trente-cinq minutes.

## Discographie
- Ingrid Ade-Jesemann, Monika Bair-Ivenz, Susanne Otto, Helena Rasker, Peter Hall et le Solistenchor Freiburg avec Ensemble Modern dirigé par Ingo Metzmacher, en concert à Salzbourg, EMI, 1993
- Petra Hoffmann, Monika Bair-Ivenz, Susanne Otto, Noa Frenkel, Hubert Mayer (chant), Sigrun Schell et Gregor Dalal (récitants) avec le chœur des solistes de Fribourg, l'ensemble recherche, les ensembles de solistes de l'orchestre philharmonique de Fribourg et l'orchestre symphonique de la SWR, Experimentalstudio Heinrich-Strobel-Stiftung de la SWR Freiburg (dirigé par André Richard), sous la direction de Peter Hirsch (premier chef) et Kwamé Ryan (second chef), en concert à Fribourg, Col legno, 2003